# بوبي ماثيسون
بوبي ماثيسون (بالإنجليزية: Bobby Mathieson)‏ هو سياسي أمريكي، ولد في 16 يونيو 1956 في نيويورك في الولايات المتحدة. حزبياً، نشط في الحزب الديمقراطي.

## وصلات خارجية
- الموقع الرسمي